# Marc Eppi
Marc Eppi (en llatí Marcus Eppius M. F.) va ser un senador romà inclòs a la tribu Terentina que va prendre part activa al costat de Pompeu quan va esclatar la guerra civil l'any 49 aC.
Va ser un dels legats de Quint Metel Escipió a la guerra d'Àfrica i Juli Cèsar el va perdonar junt amb molts altres després de la batalla de Tapsos l'any 46 aC, però després va anar a Hispània i va seguir la lluita també amb el càrrec de legat, al costat de Sext Pompeu els anys 46 aC i 45 aC.